# Механическая клавиатура
Механическая клавиатура — клавиатура с металлическими пружинами и контактами, в отличие от более простых мембранных клавиатур и её разновидностей. 
Такие клавиатуры отличаются долговечностью, определёнными звуковыми и тактильными ощущениями, а также увеличенным ходом от срабатывания до отсечки. В дополнение могут даваться: улучшенный процессор с повышенной скоростью реакции, ремонтопригодность, одновременная регистрация шести и более произвольных клавиш, настраиваемая RGB-подсветка каждой клавиши по отдельности.

## Особенности большинства механических систем
| Мембранные (резиномембранные) | Механические (как правило) |
| --- | --- |
| 5…50 долларов США (за исключением эргономичных и геймерских моделей) | 50…300 долларов США |
| Монолитные — могут не выдержать полной разборки, ремонт оправдан лишь в ноутбуках, где клавиатура в сборе труднодоступна                                                         | Модульные — клавиши, выключатели и скобы-стабилизаторы снимаются и заменяются |
| От срабатывания до удара в дно — доля миллиметра (зависит от жёсткости «пальца» на резинке)                                                                                      | От срабатывания до удара в дно — миллиметр и более, что позволяет быстро печатать без усталости |
| Малошумные | Зачастую шумные |
| Тонкие (порядка 6 мм в ноутбуках, от 15 мм — традиционные) | Толстые (габарит выключателя Cherry MX от выводов до штока — 18,5 мм) |
| Гарантирует одновременное нажатие двух клавиш, диоды в клавишах невозможны. Часто разводят особые цепи для модификаторов и игровых клавиш, которые нажимают помногу одновременно | Возможны диоды в выключателях, и количество одновременно нажатых клавиш будет ограничиваться протоколом: - PS/2 — сколько угодно; - Bluetooth — шесть + любая комбинация клавиш-модификаторов; - USB — шесть на виртуальное устройство (коих обычно два или три) + любая комбинация клавиш-модификаторов |
| Клавиатура подсвечивается большими одноцветными полями | Многие системы могут подсвечивать каждую клавишу по отдельности |
| В настольных клавиатурах из-за плохой ремонтопригодности и малой долговечности самое простое устройство колпачков клавиш                                                         | Возможны дорогостоящие клавиши: из прочных пластмасс, с качественными надписями |

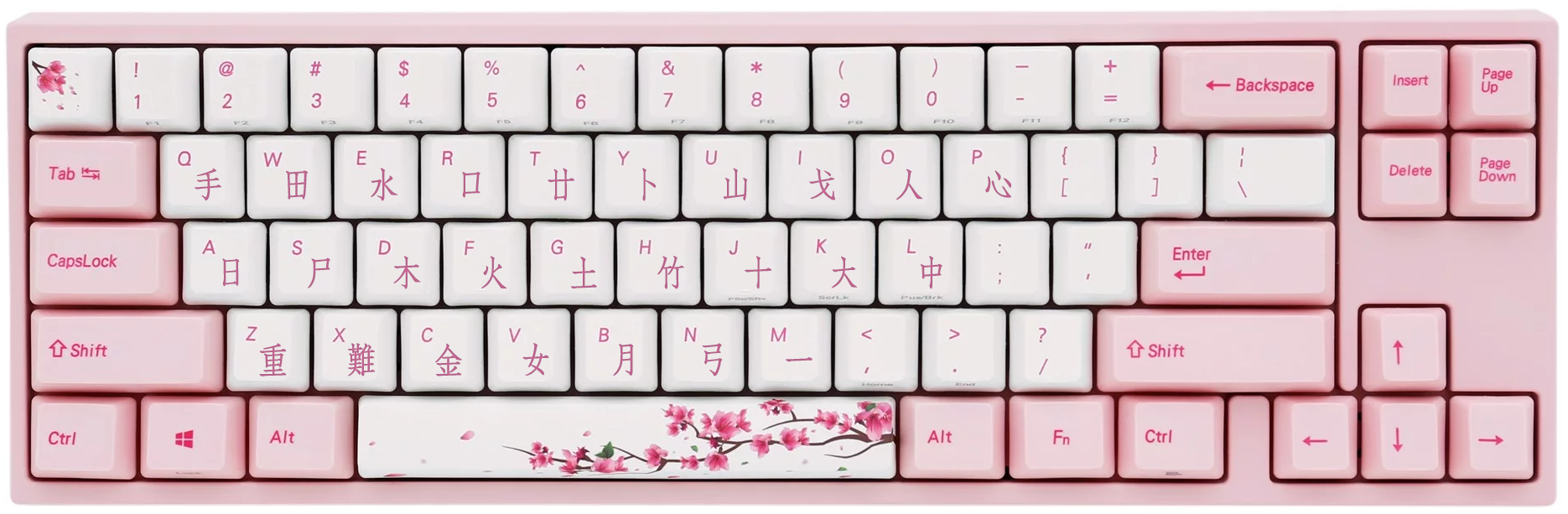
Клавиатура, имеющая 65 % клавиш

Существуют три основные разновидности механических выключателей:
- Линейные — по всему ходу сила пружины постоянна или слегка повышается. Считается, что на таких клавишах лучше всего производить повторные нажатия[1], и такие клавиатуры адресованы киберспортсменам.
- Малошумные тактильные — в середине хода клавиша сначала сопротивляется, а потом «проваливается». Считаются универсальным видом переключателей.
- Со щелчком — к тактильному отклику прилагается отчётливый щелчок. Удобны для скоростной печати.

Из-за дороговизны и ориентации на игроков распространены клавиатуры меньшего размера. Помимо полноразмерной (104 или 105 клавиш), существуют 80%-е (без цифрового поля), 75%-, 65%- и 60%-е (также отсутствуют некоторые клавиши по типу Delete, End и другие, а также функциональный ряд), 40%-е (также отсутствуют цифры).

## История
Каждый клавишный рычаг механической пишущей машинки полужёстко связан с литерным рычагом — клавиша даёт импульс, рычаг бьёт по бумаге по инерции. Это диктует особенность печати на машинке: на клавишу нужно нажимать резко и глубоко, но не до упора (в других моделях — мягко встретиться с упором). В 1920-е впервые годы появились машинки с электроприводом: клавиатура лишилась связки с литерной корзиной, клавиши стали выполнять исключительно спусковую функцию, и даже лёгкое нажатие позволяло начать такт удара конкретного литерного рычага.
В те же 1920-е годы распространился телетайп, разновидность электрического телеграфа, печатавшая то, что набирал оператор на другом конце. Технологии телетайпных клавиш были разные, в послевоенные годы остановились на герконах. В 1962 году в попытках уменьшить шум от машинки предложили оптомеханическую клавиатуру. В любом случае разработчики первых электрических клавиатур подстраивались под нужды машинисток.
С популяризацией компьютеров появилось поколение людей, не бравших в руки машинку, и для них стали делать другие технологии — более дешёвые, но и не требующие большого хода клавиш. Компания Cherry, созданная в 1953 году Уолтером Черри, занялась разработкой микропереключателей и достигла в этом немалых успехов — её продукция стояла в игровых автоматах и автомобилях. Знаменитый её патент на клавиатурный выключатель был подан в 1984 году. В 1978 году компания Key Tronic предложила ёмкостную клавиатуру — по цене она была как с металлическими контактами, а по надёжности — как магнитная. «Возвратной пружиной» был блок губчатой резины, с обеих его сторон располагались части ёмкостного датчика.
Помимо Cherry, в 1980-е годы были и другие механические технологии — Alps с прямоугольным штоком и IBM Model F/Model M с изгибающейся пружиной.

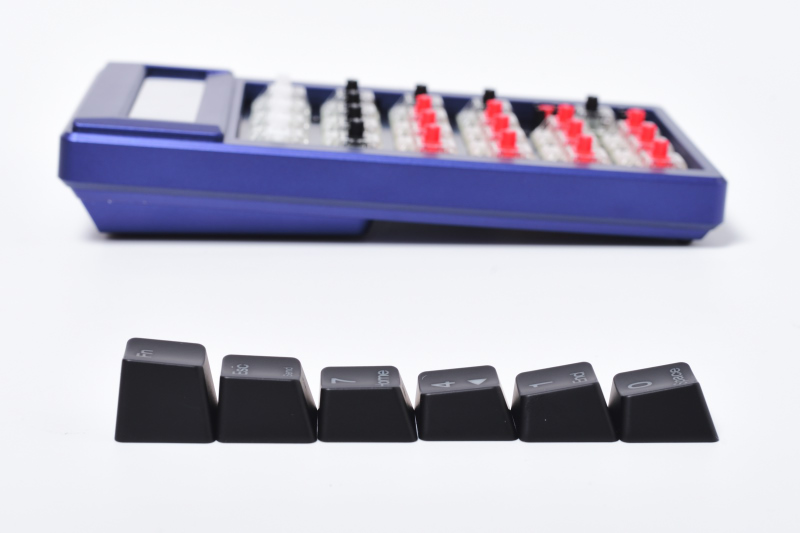
В разных рядах разная форма клавиш. Видны крестообразные штоки системы Cherry MX

Иногда удешевление доходило до абсурда — в компьютере БК-0010 использовалась чисто мембранная технология, и некоторые энтузиасты наклеивали на клавиши деревянные кубики. Ставшая традиционной резиномембранная технология внедрена в начале 1990-х, по-видимому, эволюционно — каждая новая модель была всё ближе к тому, что есть сейчас: толкатель (как у механической клавиатуры) сжимает резиновый колпачок (как у резиновой), а тот замыкает мембраны (как у мембранной). Дорогие клавиатуры Microsoft Natural, продвигавшиеся, например, Владимиром Шахиджаняном, вдохновителем и дизайнером программы «Соло на клавиатуре», тоже были резиномембранными. Механика Cherry упоминается, например, в «Записках невесты программиста» Алекса Экслера (1999), но это скорее исключение, чем правило.
Снова механику начали популяризовать в конце 2000-х фирмы, занимающиеся геймерским снаряжением. К тому же патент Cherry прошёл, и сторонние фирмы стали разрабатывать клавиатурные выключатели в её конструктиве.
В 2015 году малоизвестная фирма Adomax разработала оптомеханические выключатели стандарта Cherry MX. Но про оптомеханику стали говорить только около 2018, когда похожую технологию разработала A4Tech. Вскоре в 2018 по лицензии A4Tech вышла оптомеханическая клавиатура Razer Huntsman. Ни у тех, ни у других не было малошумных тактильных выключателей, только линейные и со щелчком.

## Распространённые на 2010—2020 системы
Если противное не указано, то имеются такие недостатки:
- Клавиатура собирается на плоской панели или плате. Чтобы получить выгнутый профиль, в разных рядах используется разная форма клавиш. Для создания нестандартной раскладки вроде Colemak нужно купить немаркированные клавиши и отнести на гравировку.
- Тактильный отклик и замыкание обеспечивают две разные системы, и потому замыкание плохо привязано к тактильному отклику — бывает как раннее, так и позднее. А при нестабильном качестве выключателей или сильно изношенной клавиатуре — и то, и другое на разных клавишах.

### Cherry MX и совместимые

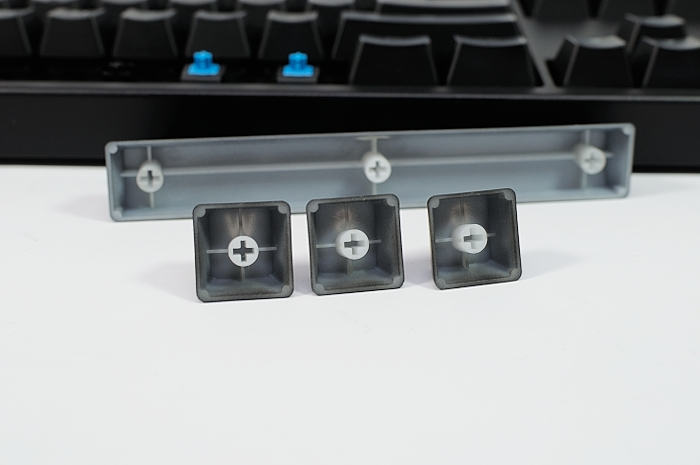
Система Cherry MX. Видны штоки синего цвета — выключатели со щелчком для машинисток

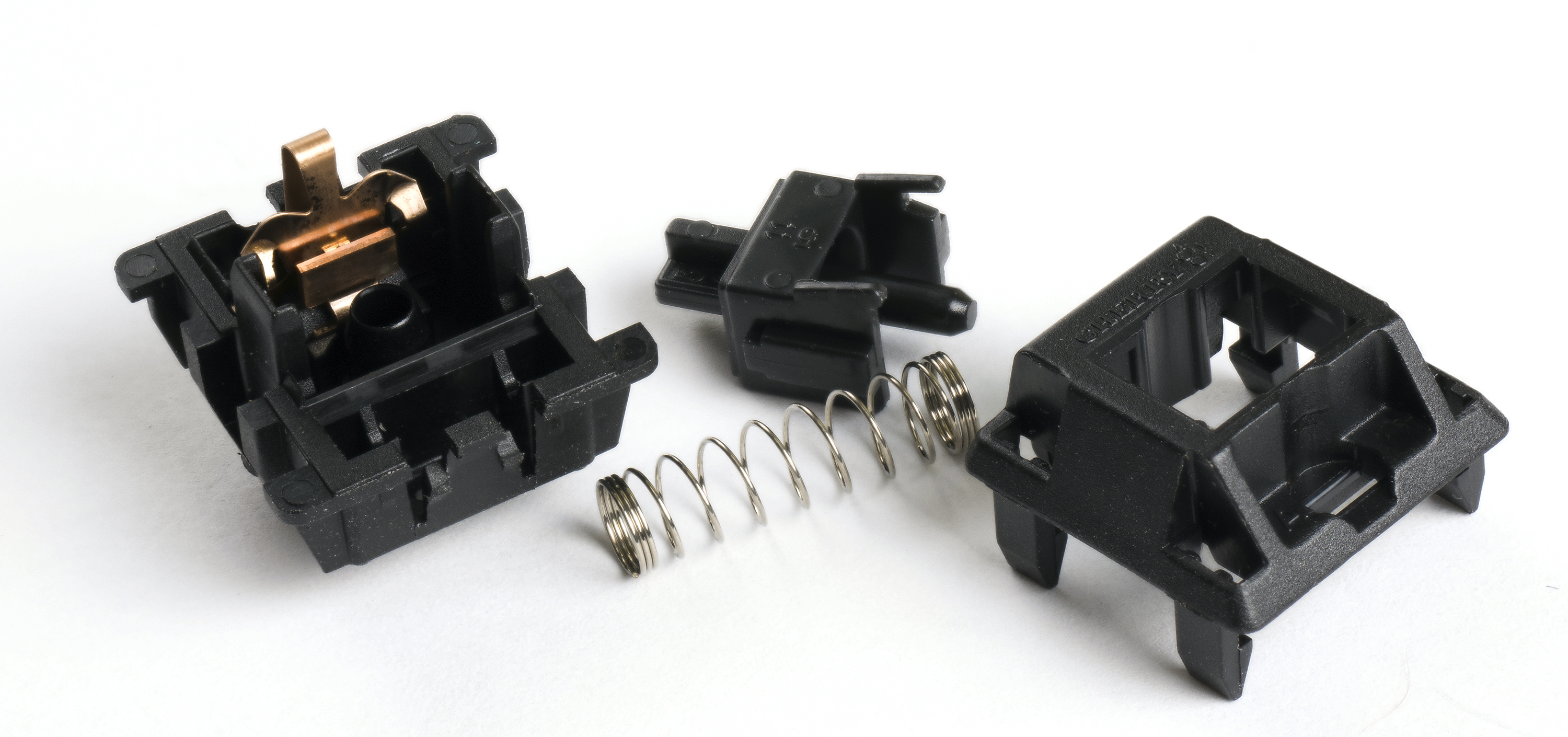
Разобранный Cherry MX

Самый распространённый стандарт выключателей механической клавиатуры, с крестообразным штоком. В больших количествах продаются готовые клавиатуры, выключатели россыпью, клавиши россыпью, скобы-стабилизаторы, комплекты для самостоятельной сборки. Совместимые выключатели производятся Kaihua (Kailh), Gateron, Gaote (Outemu), Greetech, TTC, A4Tech (Bloody), Razer, Logitech (GX) и другими.
Её цветовое кодирование выключателей было принято многими участниками рынка механических клавиатур: красные и чёрные — линейные, коричневые — тактильные, синие — со щелчком.
A4Tech и Razer производят легкосменные оптомеханические переключатели (не совместимы с обычными клавиатурами, но совместимы с клавишами сторонних производителей). При этом они, наоборот, отходят от этого цветового кода, предлагая выключатели зелёного, оранжевого и фиолетового цветов.
У оригинальных Cherry MX точка срабатывания — около 2 мм при ходе 4 мм. У клонов возможны другие цифры.
Преимущества:
- Распространённость и ассортимент: найдётся много готовых клавиатур на этом конструктиве, а также деталей для ремонта и тюнинга.
- Варианты на любой кошелёк: дешёвые бренды вроде Motospeed на AliExpress (2020) стоят порядка 60 долларов.
- В конце 2010-х в этом конструктиве реализовали горячую замену[14] — на плату припаяны не выключатели, а разъёмы горячей замены. Специальным съёмником можно снять и установить выключатель — сам потребитель, не паяя, может разобрать, почистить и смазать выключатели, или заменить плохо работающий выключатель на новый (или на менее разбитый из маловажной клавиши), или установить на тактильную клавиатуру несколько линейных геймерских кнопок.

Недостатки:
- Сильный шум и не лучшие ощущения при ударе в дно (bottoming-out) у оригинальных выключателей Cherry, кроме промаркированных как «silent»[15]. Распространились методы обесшумливания клавиатуры: заполнить корпус автомобильной обесшумкой (а также некоторыми видами жвачки для рук, прессованной пробкой[16]), установить стабилизаторы на лейкопластырь, откусив пластмассовый амортизатор[17], смазать выключатель, натянуть на клавишу амортизатор — уплотнительное кольцо подходящего размера. Иногда кольца разные для алфавитно-цифровых клавиш (участвующих в быстрой печати), специальных и длинных вроде ⇧ Shift.
- Подсветку клавиш приходится ставить в стороне от штока. Отсюда много постороннего света в «скелетных» (с торчащими, неутопленными выключателями) клавиатурах и плохо подсвеченный второй язык.
- Сам факт распространения горячей замены вне игр — это признание, что выключатели не идеальны и требуют вмешательства пользователя, обычно из-за шума или ненадёжного срабатывания.

### Omron B3K = Logitech Romer-G

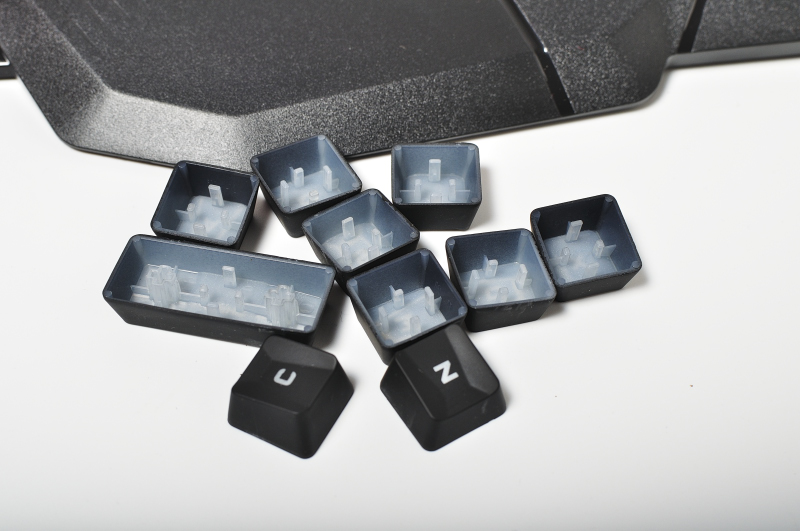
Система Logitech Romer-G; видны гранёные кнопки старой G910. На длинной клавише — гнёзда под стабилизаторы Cherry MX

Выключатели Omron B3K перебрендировались в Logitech Romer-G, Das Keyboard Gamma-Zulu и Creative PRES. Бывают тактильные малошумные (белые) или линейные (серые), с точкой срабатывания 1,5 мм при ходе 3 мм (считается небольшим ходом, удобно в играх, но может давать промахи при печати).
Клавиатура Logitech G910 имела клавиши необычной многогранной формы, впоследствии вернулись к традиционным цилиндрическим.
Преимущества:
- Малошумность[15][18].
- Равномерная подсветка на все языки: в штоке выключателя есть встроенный световод с рассеивателем[19][18].
- Две независимых точки контакта в разных углах для повышения надёжности[19].
- Основной производитель, Logitech, не стал придумывать свой стандарт скоб-стабилизаторов, а взял Cherry MX[18].

Недостатки:
- Минимальный ассортимент и труднодоступные ремкомплекты: в розницу бывшего СССР попадал только Logitech.
- Хрупкость: клавиша встаёт на четыре выступа, которые легко ломаются[20].
- Второе слабое место — дублированные контакты более склонны к раннему срабатыванию, обычно на клавишах наподобие ввода, по которым много бьют. Из-за среднего качества стабилизаторов поведение такой клавиши сильно зависит от того, на какой угол нажать — первым может сработать как сломанный контакт, так и целый.
- Присущая Logitech дороговизна, даже по меркам недешёвых механических клавиатур — 175…200 долларов за Logitech G910 (2020).
- И при этом не самые качественные клавиши и стабилизаторы «из коробки» — лучшие клавиатуры на Cherry MX предлагают и соответствующего качества комплектующие.

### IBM Model M с изгибающейся пружиной (buckling spring)

Устройство IBM Model F

IBM Model M — клавиатура, производившаяся 1985—1999 IBM, потом Lexmark и Unicomp. Изначально шла в комплекте с компьютером IBM PC/AT, и применённая на ней раскладка клавиш в дальнейшем стала стандартом де-факто. Имеет уникальный механизм активации, достаточно шумный при срабатывании, но имеющий узнаваемый тактильный отклик. На купленном у IBM оборудовании Unicomp и поныне (2020) продолжает малыми сериями делать клавиатуры и запчасти.
Преимущества:
- Несложно найти и восстановить: клавиатура выпускалась массово, а на 2020 Unicomp продолжает техподдержку.
- Прочные клавиши из ПБТ с термосублимационными надписями. Долговечнее только двухкомпонентное литьё, которое чаще делается из затирающегося АБС.
- Момент срабатывания привязан к щелчку.
- Форма клавиш одинакова, а удобный профиль обеспечивается изогнутым корпусом, что позволяет переоборудовать QWERTY в AZERTY или Colemak, или заменить потерянную клавишу любой другой.

Недостатки:
- Сильный шум.
- Немодульная конструкция: ремонт отказавшей клавиши не сводится к замене выключателя.
- Нет NKRO (регистрации нажатия многих клавиш одновременно), даже с подменным контроллером: не удаётся своими силами оснастить матрицу диодами.
- Клавиатура не подсвечивается.

### Низкопрофильные системы
Недостаток выключателя Cherry MX в немалой высоте — 18,5 мм, включая выводы и шток. В 1984 году это было достижением, но на 2000-е уже не шло ни в какое сравнение с резиномембранными конструкциями (толщина ноутбучных клавиатур — порядка 6 мм, а настольных — от 15).
На 2020 среди низкопрофильных клавиатур продолжается война форматов, и распространены Kailh Choc, Cherry MX Low-profile (совместимы с обычными клавишами для Cherry MX), Logitech GL.

### Электроёмкостные выключатели

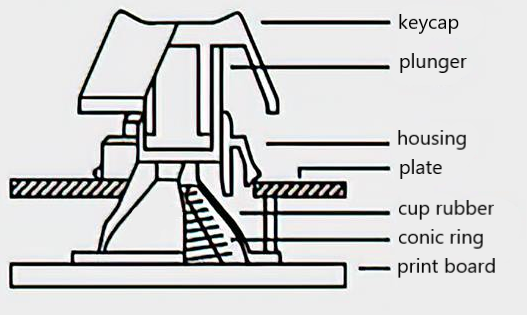
Электроемкостные выключатели, в частности, Topre

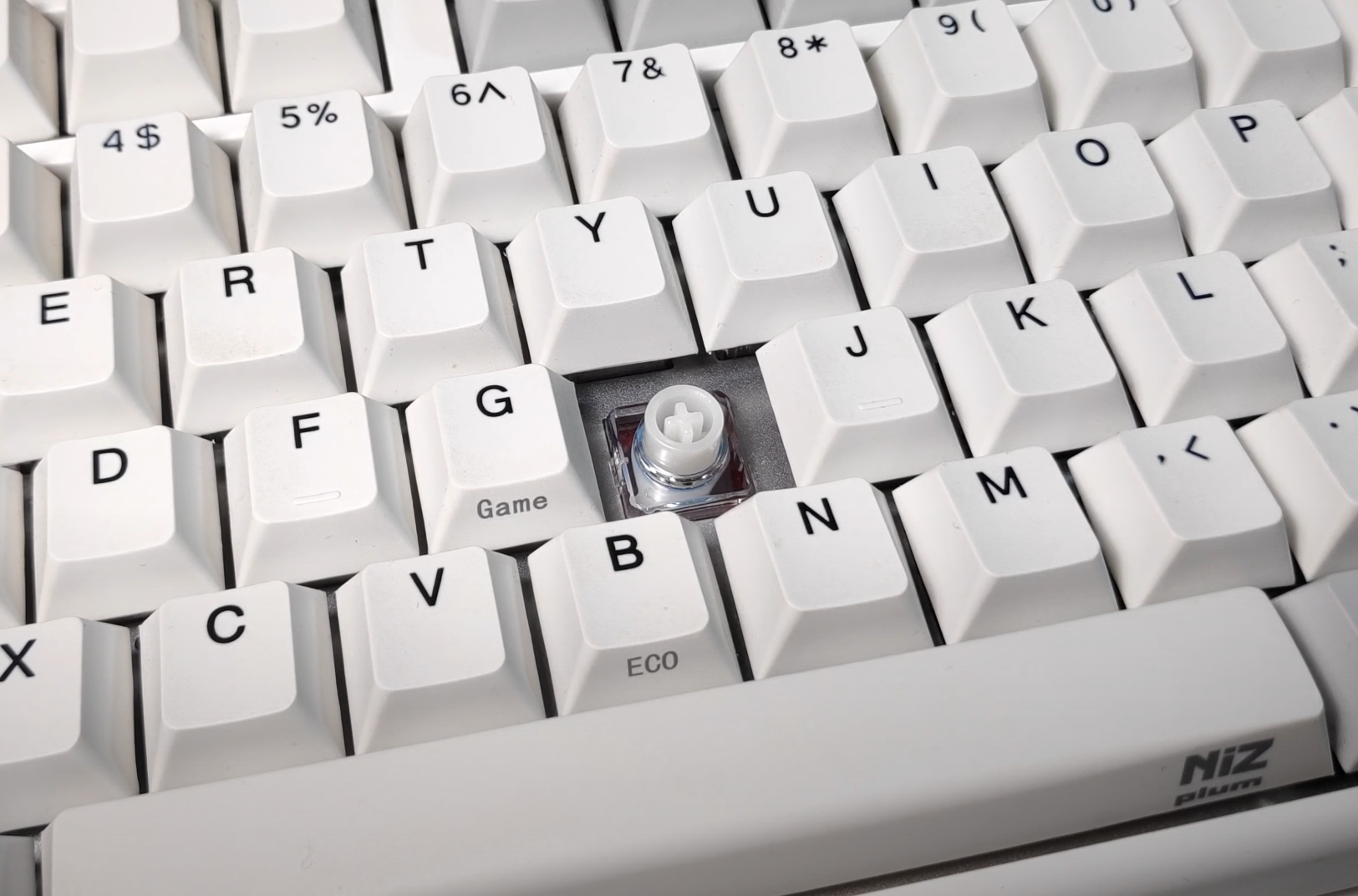
Переключатели Niz

Гибридная резинопружинная технология. Шток традиционно цилиндрический (иногда с крестовым сердечником, чтобы можно было ставить клавиши Cherry MX). Есть два известных производителя данных выключателей: Topre и Niz.Topre производятся только в Японии, поэтому их цена такая высокая. Выключатели Topre используются, например, в Happy Hacking Keyboard или же в Topre Realforce. Выключатели Niz используются в одноименных клавиатурах.
Преимущества:
- Есть ёмкостные варианты с программным управлением точкой срабатывания[26].

Недостатки:
- Единственный вариант — малошумный тактильный.
- Для моделирования надлежащей кривой отклика полагается на упругость пластмассы[26].